# Rosa-Luxemburg-Platz (Radebeul)
Der Rosa-Luxemburg-Platz ist ein innerörtlicher Schmuckplatz im Stadtteil Niederlößnitz der sächsischen Stadt Radebeul. An ihm liegt das ehemalige Niederlößnitzer Rathaus.

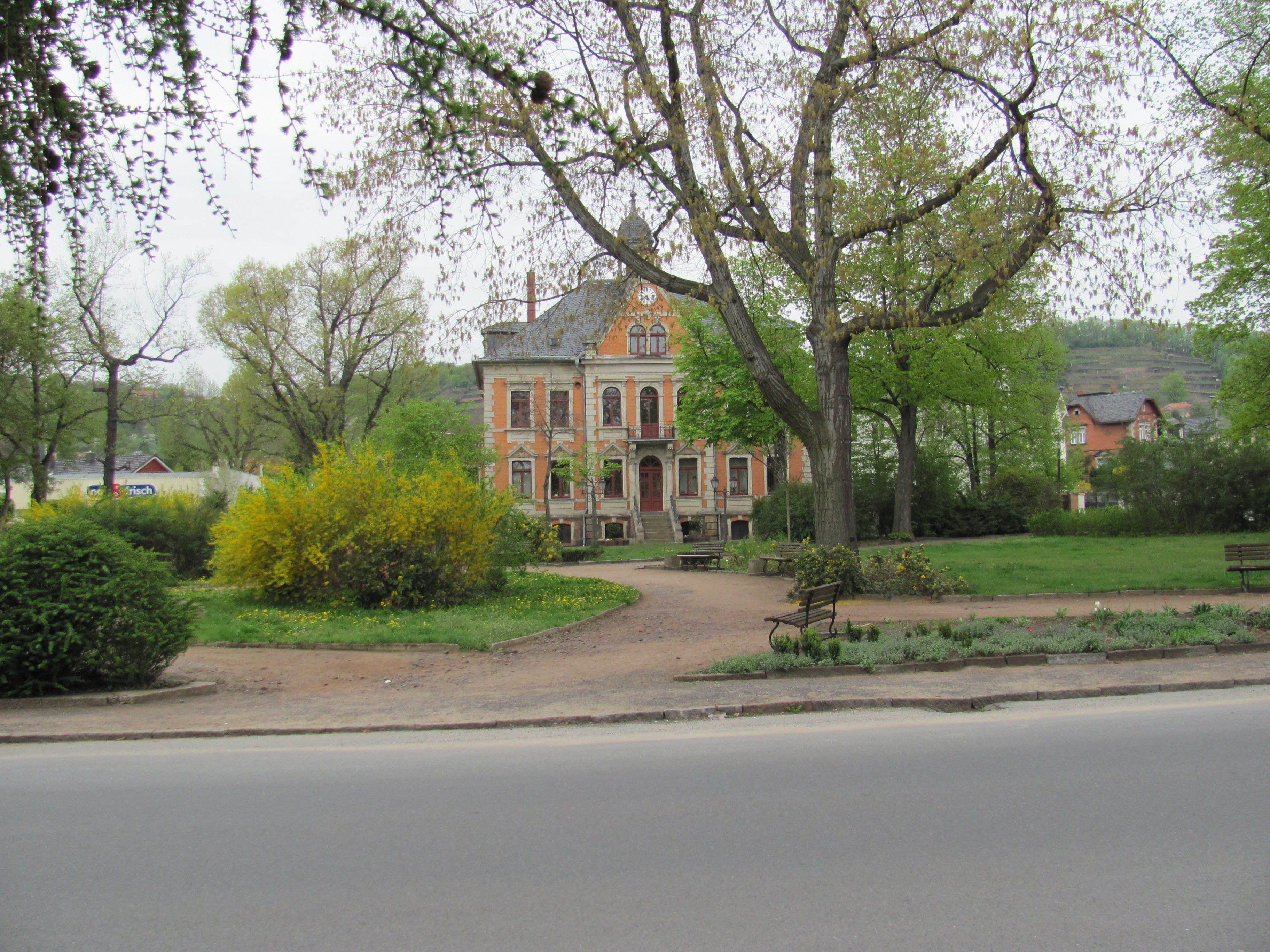
Rosa-Luxemburg-Platz mit ehemaligem Niederlößnitzer Rathaus

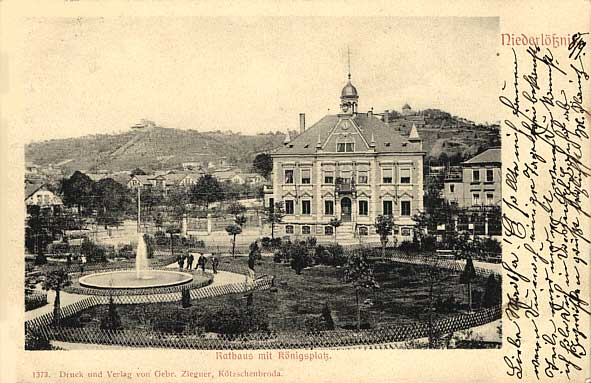
Rathaus Niederlößnitz, davor der Königsplatz mit Fontäne (Postkarte, gestempelt 1905)

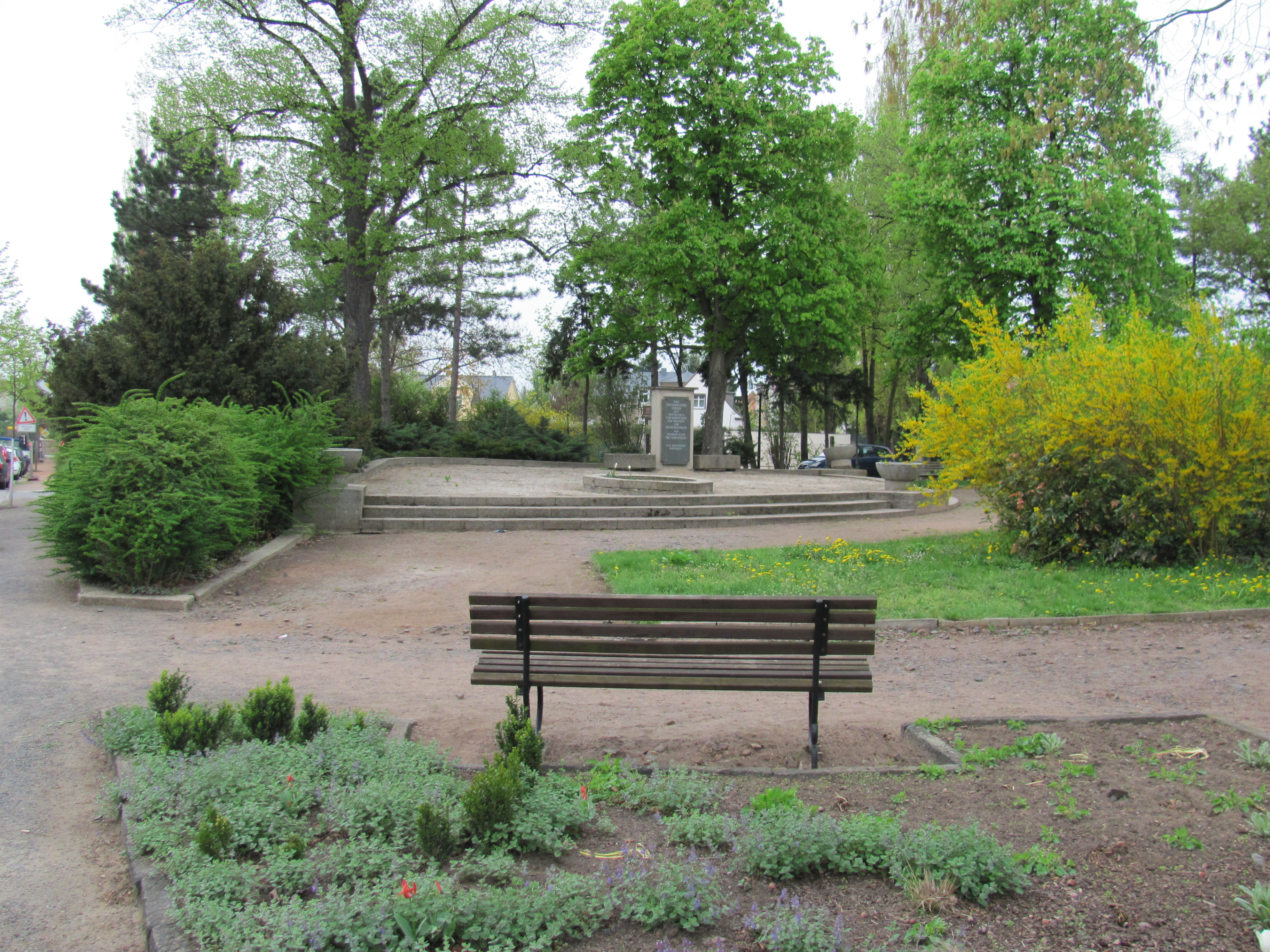
Das VVN-Denkmal auf dem Rosa-Luxemburg-Platz

## Bebauung
Ein Großteil der den Platz umstehenden Bauten stehen als Kulturdenkmale unter Schutz, das ehemalige Rathaus sogar bereits seit DDR-Zeiten. Die heutigen Denkmale finden sich in der Liste der Kulturdenkmale in Radebeul-Niederlößnitz (M–Z) bzw. (A–L) und Liste der Kulturdenkmale in Radebeul-Kötzschenbroda:
- Nordseite: Niederlößnitzer Rathaus (Rosa-Luxemburg-Platz 1)
- Ostseite: Siedlungshäuser Rosa-Luxemburg-Platz mit dem Gesamtgrundstück als denkmalpflegerische Nebeneinrichtung
- Südwestseite: Dr.-Rudolf-Friedrichs-Str. 11 (zu Kötzschenbroda), Villa Susanne (Dr.-Rudolf-Friedrichs-Str. 12), Rosa-Luxemburg-Platz 5

Auf dem Rosa-Luxemburg-Platz befindet sich das Denkmal der VVN für die Opfer des Faschismus.

## Namensgebung
Im Jahr 1885 erhielt der neugeschaffene Platz den Namen Königsplatz; nach Bau des Rathauses wurde er dann auch repräsentativ angelegt. Aus diesem wurde dann der Magdalenenplatz und 1939 erfolgte die Umbenennung in Ludendorffplatz.
Im Jahr 1945 erhielt der Platz den Namen Rosa-Luxemburg-Platz, den er auch heute noch trägt.